# 草野華余子
草野 華余子（くさの かよこ、1984年2月25日 - ）は、日本の女性シンガーソングライター、作詞家、作曲家。作家としての所属事務所はソニー・ミュージックパブリッシング、アーティストとしての所属事務所はCAT entertainment。

## 略歴
帝塚山学院幼稚園、帝塚山学院小学校、帝塚山学院中学校・高等学校を経て、2006年に関西大学社会学部を卒業後、2007年頃から「カヨコ」として活動を開始。
2019年、自身の誕生日である2月25日を機に活動名を「カヨコ」から本名の「草野華余子」に改名。
自身の「シンガーソングライター」「作詞・作曲家」という肩書において、50：50ではなく "シンガーソングライター100、作詞作曲家としても100" というポリシーを持って活動している。
2020年のBillboard JAPAN作曲家チャート“TOP Composers”では、上半期6位、年間7位を記録した。
2023年3月19日、自身が完全プロデュースするアイドルグループ"アキストゼネコ"が恵比寿LIQUIDROOMでデビュー。

## ディスコグラフィ

### シングル
|            | 発売日         | タイトル                             | 規格品番   |
| カヨコ名義 | カヨコ名義     | カヨコ名義                           | カヨコ名義 |
| ---------- | -------------- | ------------------------------------ | ---------- |
| 1st        | 2011年7月24日  | カルマリズム                         | MSM-004    |
| 2nd        | 2016年2月26日  | 夢を見ろ／世界の終わりにキスをしよう | None       |
| 3rd        | 2016年12月11日 | LOVE IS BAD COMEDY!                  | AMX-004    |
| 4th        | 2017年3月26日  | Live ALive                           | MSZ-006    |
| 5th        | 2018年3月25日  | 僕ら死ぬまで旅の途中                 | MAN-08     |
| 6th        | 2019年2月25日  | seize the day                        | MBF-02     |

|                | 配信日         | タイトル                     |
| 草野華余子名義 | 草野華余子名義 | 草野華余子名義               |
| -------------- | -------------- | ---------------------------- |
| 1st            | 2019年10月22日 | Trigger                      |
| 2nd            | 2020年2月25日  | 最後のページは開かずに       |
| 3rd            | 2020年5月30日  | Wi-Fi（feat. 宮地 慧 & eba） |
| 4th            | 2022年5月25日  | 断線                         |
| 5th            | 2022年12月7日  | 最終電車は泣いている         |
| 6th            | 2025年6月4日   | Now,I'm Dreaming             |
| 7th            | 2025年7月2日   | Echo（feat.宮地 慧 & eba）   |

### アルバム
|     | 発売日        | タイトル                     | 規格品番   | 収録曲 | 備考         |            |
| --- | ------------- | ---------------------------- | ---------- | --- | ------------ | ---------- |
| 1st | 2009年6月20日 | カレイドスコープ             | OECD-0008  | 1. Colorless 2. サイレン 3. DNA 4. ともだち哀歌 5. 証 6. クレッシェンド 7. 雷鳴 8. Nightmare 9. 本日、晴天につき 10. Home | フルアルバム | カヨコ名義 |
| 2nd | 2010年9月18日 | カーディオグラム             | OECD-0014  | 1. Hello 2. Tick-tack 3. サーチライト 4. バイバイ 5. 今日が終わる頃 6. らしさ 7. 君に届く 8. 際限なく、ブルー 9. 忘れないよ 10. Girls Be Ambitious! 11. 空 | フルアルバム | カヨコ名義 |
| 3rd | 2012年2月25日 | カーテンコール               | XXXG-01W   | 1. Honey! 2. 秘蜜 3. カーテンコール 4. 僕らの世界 5. 太陽の唄 6. 言い訳ならば星の数 7. アイボリー 8. イミテーションロック 9. beast 10. タイムマシン 11. 傍観者 | フルアルバム | カヨコ名義 |
| 4th | 2021年1月27日 | Life is like a rolling stone | WAGE-13003 | 1. それでも、まだ 2. Trigger 3. Life is like a rolling stone 4. A.I.N 5. Wi-Fi (feat. 宮地彗/eba) 6. 最後のページは開かずに 7. おわりものがたり 8. Higher-Ape 9. カランコエ・モノディ (feat. ヒグチアイ) 10. ドミノ倒し (feat. koshi) 11. Stray Dog Tag 12. マーメイド・ララバイ | フルアルバム |            |

|         | 発売日        | タイトル                   | 規格品番  | 収録曲 | 備考         |            |
| ------- | ------------- | -------------------------- | --------- | --- | ------------ | ---------- |
| 1stMini | 2012年6月20日 | カリスマティカ             | DDCY-5003 | 1. 人間無双 2. イミテーションロック 3. Searchlight 4. ばけものがたり 5. 月とセレナーデ                    | ミニアルバム | カヨコ名義 |
| 2ndMini | 2014年1月26日 | カクメイゼンヤ             | RX79G-EZ8 | 1. free way 2. 革命前夜 3. Anti-against superstar 4. コンビニエンス・ラヴ 5. ゆびおり                     | ミニアルバム | カヨコ名義 |
| 3rdMini | 2017年7月17日 | カッコ悪い自分と生きていく | RX-178    | 1. 東京より 2. マーメイド・ララバイ 3. 素晴らしき日々 4. 毒林檎 5. それぞれの明日 6. きずものがたり 7. 空 | ミニアルバム | カヨコ名義 |

|                  | 発売日         | タイトル         | 規格品番   | 収録曲 | 備考                                   |
| ---------------- | -------------- | ---------------- | ---------- | --- | -------------------------------------- |
| アコースティック | 2022年8月3日   | カメレオンの憂鬱 | 不明       | 1. カメレオンの憂鬱 2. 無意味の意味 3. 白いリコリスの咲く頃に 4. 夏と肉じゃが 5. Rub-a-dub-dub 6. ドミノ倒し 7. Room305              | アコースティックアルバム               |
| セルフカバー     | 2023年12月20日 | 産地直送vo.1     | WAGE-13009 | 1. 一番光れ!-ブッチギレ- 2. Bursty Greedy Spider 3. 火花アディクション 4. スリルを頂戴 5. ignition 6. COLORFUL BOX 7. たゆたえ、七色 | 過去楽曲提供含むセルフカバーを収録予定 |

### 映像作品
|     | 発売日        | タイトル                                                    | 規格品番        | 収録曲 | 備考                                     |            |
| --- | ------------- | ----------------------------------------------------------- | --------------- | --- | ---------------------------------------- | ---------- |
| 1st | 2013年3月5日  | 3rdワンマンライブ「Carnival of Life」                       | XXXF-00W0 (DVD) | 1. Carnival of Life 2. サイレン 3. Sarchlight 4. Honey 5. 秘蜜 6. タイムマシン 7. beast 8. 〇△□ 9. free way 10. home 11. ばけものがたり 12. 世界の終わりにキスをしよう 13. DNA 14. 人間無双 15. カーテンコール 16. エターナルチルドレン 17. 本日、晴天につき                                                                   | 2012.11.30 3rdワンマンライブ             | カヨコ名義 |
| 2nd | 2018年11月6日 | ONE MAN TOUR 2018 「Plug-in 0 for ∀」vol.4 ～on a journey～ | SCV-70 (DVD)    | 1. COLORLESS 2. HELLO 3. Searchlight 4. 革命前夜 5. Anti-against superstar 6. イミテーションロック 7. 夢を見ろ 8. 平成漂流記 9. Live Alive 10. いいひと 11. カーテンコール 12. Catch 13. 東京より 14. マーメイド・ララバイ 15. to live and die in music 16. fire! fire! fire! 17. 僕ら死ぬまでの旅の途中 18. 人間無双 19. home | 2018.8.26 - 9.2 ワンマンライブツアー2018 |            |

### 参加作品
2018年
- TVCM 関西電力 なっトクパック「電気とガスをガッチャンコ」篇[11]

2019年
- アニメ『かぐや様は告らせたい〜天才たちの恋愛頭脳戦〜』11話 劇中歌「I miss you so bad」[12]

2022年
- アニメ『ぼっち・ざ・ろっく!』6話、8話 劇中歌「あのバンド」 第6話ではインストゥルメンタル版「あのバンド-路上ライブ instrumental-」として使用された[13]

## 楽曲提供

### アーティスト
アイカツアカデミー!
- 満開！エリオント（作詞/作曲/サウンドプロデュース）

相沢梨紗（でんぱ組.inc）
- 新月のダ・カーポ（作詞/作曲/サウンドプロデュース）

　　　TVアニメ「白い砂のアクアトープ」2クール目EDテーマ
天籠りのん
- 虚無虚無です。（作曲/サウンドプロデュース）

天月-あまつき-
- 終末論（作詞/作曲/共編曲/サウンドプロデュース）

天音かなた
- Last-resort （作詞/作曲/コーラス/ピアノ/サウンドプロデュース）

A.B.C-Z
- 火花アディクション（作詞/作曲）
- Graceful Runner（作詞/作曲/コーラス）
- BRAND NEW LEGEND（作詞/作曲）
- Graceful Runner (作詞/作曲/コーラス)

アキストゼネコ
- brute eyes (作詞/作曲/コーラス/サウンドプロデュース)
- TEACHER (作詞/作曲/サウンドプロデュース)
- Highway-Myway (作詞/作曲/サウンドプロデュース)
- ドンワナダンス (作詞/作曲/サウンドプロデュース)
- naked blood (作詞/作曲/サウンドプロデュース)
- break it tonight (作詞/作曲/サウンドプロデュース)
- endless pulse (作詞/作曲/サウンドプロデュース)
- savage fire (作詞/作曲/サウンドプロデュース)

Appare!
- 激奏！アンサンブル（作詞/作曲/共編曲）
- あっぱれ!正攻法（作詞/作曲）

ARCANA PROJECT
- 天運ヘキサグラム（作曲/サウンドプロデュース）
- たゆたえ、七色（作曲）
アニメ『白い砂のアクアトープ』第1クールOPテーマ
- とめどない潮騒に僕たちは何を歌うだろうか（作曲）
アニメ『白い砂のアクアトープ』第2クールOPテーマ
- 快晴のエスタリスタ（作曲/サウンドプロデュース）
- たゆたえ、七色（作曲/アコースティックギター/サウンドプロデュース）
- とめどない潮騒に僕たちは何を歌うだろうか（作曲/サウンドプロデュース）
- 慟哭のトルメンタ（作詞/作曲/サウンドプロデュース）

石田燿子
- COLORFUL BOX（作曲）
アニメ『SHIROBAKO』前期OPテーマ

East Of Eden
- Judgement Syndrome (作詞/作曲/サウンドプロデュース)
- CROSS∞ROADS（作詞/作曲/サウンドプロデュース）

uijin
- ignition（共作詞/作曲）
- bl∞ming days（作詞/作曲）
- パーフェクト・ブルー（作詞/作曲/共編曲/サウンドプロデュース）
- リミライチューン（作曲/サウンドプロディース）
- フロム・ドリーム・ハイウェイ (作曲/サウンドプロデュース)
- DISFIRE FUTURE（共作詞/作曲/サウンドプロディース）
- 超地獄楽園（作曲/サウンドプロデュース）
- neo dystopia（作詞/作曲/サウンドプロデュース）

浦島坂田船
志麻
- 紫雲の翼（作詞/作曲/コーラス）
- Tokyo Deadman's Wonderland（作詞/作曲/共編曲/コーラス/サウンドプロデュース）
- 十六夜ナイトフィーバー（作詞/作曲/共編曲/コーラス/サウンドプロデュース）
- cigar≠kiss(作詞/作曲/サウンドプロデュース)

VEE
- 絶対零度の世界から (作曲/サウンドプロデュース)

えなこ
- スウィッチドールの涙（作詞/作曲）

緒方恵美
- 祈り（作曲）
ゲーム『時計じかけのアポカリプス』EDテーマ

奥井雅美
- 宝箱-TREASURE BOX-（作曲）
アニメ『SHIROBAKO』後期OPテーマ

オレ達の遊ビバ!
- 無限浪漫遊戯（作詞/作曲）

河野万里奈
- 背番号009～栄冠よ僕に輝け～（作詞/作曲）

感覚ピエロ
- シェケナベイベ（編曲/共同サウンドプロデュース）
- your answer（編曲/共同サウンドプロデュース）

岸田教団&THE明星ロケッツ
- Reboot:RAVEN（作曲）
- nameless story（共作曲/共編曲）
アニメ『とある科学の超電磁砲T』前期EDテーマ
- 東の国の眠らない夜（アレンジ/コーラス/ピアノ）
- 風の循環（アレンジ/コーラス/ピアノ）
- ラストリモート（アレンジ/コーラス）
- エイトビート・バーサーカー（作曲[14]）
- 春の湊に（編曲）
- 明日ハレの日、ケの昨日（編曲）
- Noisylibrary（編曲）
- Immemorial Marketeers（編曲）
- 幻想に咲いた花（編曲）

　　　スマホ向けリズムゲーム「東方ダンマクカグラ」テーマ曲
- 旅路の果て（作曲）

岸田教団&THE明星ロケッツ×草野華余子
- 幻想に咲いた花（Vocal：ichigo・草野華余子、編曲：草野華余子）
ゲーム『東方ダンマクカグラ』テーマ曲
- LOSTPHANTASIA（Vocal：ichigo・草野華余子、編曲：草野華余子）
ゲーム『東方ダンマクカグラ　ファンタジア・ロスト』テーマ曲

GANG PARADE
- グッドラック・マイフューチャー（作詞/作曲）

グットクルー
- Raise the Sail (作詞/作曲)

COOL&CREATE
- 最終鬼畜妹　～ Sweet Scarlet Dreams. (歌唱)

結束バンド
- あのバンド（作曲）
TVアニメ「ぼっち・ざ・ろっく！」第8話劇中曲

小林未郁
- Raging（作詞/作曲/共編曲）

Sifar
- 閃光ファンファーレ（作詞/作曲/サウンドプロデュース）

不知火建設
- Run or Run (作詞/作曲/編曲/サウンドプロデュース)

CYNHN
- インディゴに沈む（作詞/作曲/共編曲）

鈴木このみ
- あなたが笑えば（作曲/編曲）
- A Beautiful Mistake（作詞）
- Bursty Greedy Spider（作詞/作曲/共編曲/サウンドプロデュース）
アニメ『蜘蛛ですが、なにか?』後期OPテーマ
- 命の灯火（作詞/作曲/共編曲/サウンドプロデュース）
アニメ『Deep Insanity THE LOST CHILD』OPテーマ
- Mirror,Mirror,Mirror（作詞/作曲）
ゲーム『Re:ゼロから始める異世界生活 Lost in Memories』主題歌
- ULTRA FLASH（作詞/共作曲/共編曲/コーラス/サウンドプロデュース）
- ギリギリトライ！ (作詞/作曲)

Themnario
- 夢色スケッチブック」(作詞・ボーカルディレクション)

高城れに
- 何度でもセレナーデ（作詞/作曲）

田所あずさ
- New-me（作詞/作曲/共編曲）

都築かな
- こころシューティングスター（共作詞/作曲）

東城陽奏
- FLS（作曲）

ときのそら
- Beyond（作詞/作曲/サウンドプロデュース）

ドーラ
- 一瞬の永遠　(作詞・作曲・編曲・サウンドプロデュース)

NANO
- Heart of Glass（作曲/共編曲）

NightOwl
- melt blue（作詞/作曲/サウンドプロデュース/コーラス）

夏川椎菜
- ユエニ（作曲）

西川貴教
- 一番光れ！-ブッチギレ-（作詞/作曲)
TVアニメ「ブッチギレ」オープニングテーマ
- BREACH（作曲）
- The Barricade of Soul（作曲）

ピコ
- 村人A（作詞/作曲）

Finally
- WILD BRAVE（作詞/作曲/編曲/サウンドプロデュース）[15]

FANTASTICS from EXILE TRIBE
- DiVE（共作詞/共作曲）
- Turn to You（作詞/作曲）
- Sugar Blood Kiss (作詞)
- TOP OF THE GAME（作詞/共作曲）

富士葵
- MY ONLY GRADATION（共作詞/作曲/サウンドプロデュース）

PRSMIN
- 恋の不確定code (作曲/サウンドプロデュース)

PLELUDERS
- Loser（作曲/編曲/アコースティックギター）

The Blow Beat
- 銃声（作曲/共編曲）
Major 1st Album「404」リード曲

H-el-ical//
- 螺旋の繭（作詞/作曲/共編曲/サウンドプロデュース）

星街すいせい
- AWAKE（作詞）

町田ちま
- ひとひらの未来（作詞/作曲）

まふまふ
- 片恋（作曲）
NTTドコモ「ドコモのロング学割」タイアップソング

Mia REGINA
- 月海の揺り籠（作詞/作曲）
アニメ『白い砂のアクアトープ』EDテーマ

三澤紗千香
- シグナル（作詞/作曲）
- フラッグ（作詞/作曲）

瑞葵
- 不屈の野生～Tiger in my heart～（作詞/作曲）
ゲーム『三国志名将伝』主題歌

水瀬いのり
- 夏の約束（作曲）
シチュエーションCD『√HAPPY+SUGAR=VACATION』主題歌
- Milky Star（作曲）
シチュエーションCD『√HAPPY+SUGAR=IDOL』主題歌

MaiR
- ナミダアステリズム（作詞/作曲）

MARiA
- おろかものがたり（作詞/作曲/共編曲）

May'n
- 蒼の鼓動 (作詞/作曲/編曲/サウンドプロデュース)
テレビ愛知「10チャンベースボール」2022年テーマソング
- ハッピーエンド (作曲/サウンドプロデュース)
- ストロボ・ファンタジー (作詞/作曲/編曲/サウンドプロデュース)
TVアニメ『モブから始まる探索英雄譚』EDテーマ

MEWM
- Miracle Meteor（作詞/作曲/編曲/サウンドプロデュース）
- SHER-LOCK（作詞/作曲/編曲/サウンドプロデュース）

紫咲シオン
- アカシア・シンドローム（作詞/作曲/サウンドプロデュース）[16] 　
GL文庫イメージソング

矢野妃菜喜
- ナミダジレンマ（作詞/作曲/サウンドプロデュース）

YOLOZ
- Ordinary Killer (作詞/作曲/サウンドプロデュース)

THE RAMPAGE
- Endless Happy-Ending (作詞/作曲/共編曲/サウンドプロデュース/コーラス)

La prière
- richromatic-prayer (作詞/作曲/サウンドプロデュース)

LiSA
- DOCTOR（作曲）
- ポーカーフェイス（作曲）
- シルシ（作曲）
アニメ『ソードアート・オンラインII』マザーズ・ロザリオ編EDテーマ
- 蜜（作曲）
- 虚無（作曲）
- LOSER ～希望と未来に無縁のカタルシス～（作曲）
- the end of my world（作曲）
- Blue Moon（作曲）
- Thrill, Risk, Heartless（作曲）
ゲーム『ソードアート・オンライン フェイタル・バレット』主題歌
- ADAMAS（作曲）[8]
アニメ『ソードアート・オンライン アリシゼーション』前期OPテーマ
- 紅蓮華（作曲）[8]
アニメ『鬼滅の刃』OPテーマ
- unlasting（作曲）
アニメ『ソードアート・オンライン アリシゼーション War of Underworld』前期EDテーマ
- 愛錠（作曲）
ドラマ『13 (サーティーン)』主題歌
- dawn（共作曲）
アニメ『バック・アロウ』OPテーマ

Luz
- Pandora (作詞/作曲)

Luce Twinkle Wink☆
- meteor bell（作曲）

ReoNa
- Untitled world（作詞）
ゲーム『アークナイツ- 明日方舟 -』中国版1stアニバーサリー主題歌

わーすた
- 四季ドロップス（作詞/作曲）
- TOXICATS（作詞/作曲/共編曲）
- 春花火（作曲）

我儘ラキア
- We'll Keep Raising The Flag（共作詞/共作曲）[17]

百瀬ヒバナ
- 烈火 (共作詞・作曲・コーラス・サウンドプロデュース）[18]

### キャラクターソング
『アニメガタリ』
マヤ(水瀬いのり)&エリカ(伊波杏樹)
- 次元の果てまで恋せよ乙女（作曲）

『うちタマ?! 〜うちのタマ知りませんか?〜』
木曽トラ(白井悠介)
- UP TO DATE!（作詞/作曲）
アニメ『うちタマ?! 〜うちのタマ知りませんか?〜』第5話EDテーマ

『ストライク・ザ・ブラッド』
姫柊雪菜(種田梨沙)
- フォーチュンナンバー0405（作曲）
OVA『ストライク・ザ・ブラッド II』EDテーマ

『ソードアート・オンライン オルタナティブ ガンゲイル・オンライン』
神崎エルザ starring ReoNa
- Dancer in the Discord（作詞）

『ダンジョンに出会いを求めるのは間違っているだろうか』
ヘスティア(水瀬いのり)
- 君とボクの1日（作曲）
OVA『ダンジョンに出会いを求めるのは間違っているだろうか』EDテーマ

『刀剣乱舞』
和泉守兼定(木村良平)&陸奥守吉行(濱健人)
- 証（作詞）- 『活撃 刀剣乱舞BD&DVD1巻』収録

薬研藤四郎(山下誠一郎)&蜻蛉切(櫻井トオル)
- 灯（作詞）- 『活撃 刀剣乱舞BD&DVD2巻』収録

堀川国広(榎木淳弥)&鶴丸国永(斉藤壮馬)
- 彩（作詞）- 『活撃 刀剣乱舞BD&DVD3巻』収録

三日月宗近(鳥海浩輔)&山姥切国広(前野智昭)
- 現（作詞）- 『活撃 刀剣乱舞BD&DVD4巻』収録

和泉守兼定(木村良平)&堀川国広(榎木淳弥)
- 縁（作詞/作曲）- 『活撃 刀剣乱舞BD&DVD6巻』収録

『DREAM!ing』
久磨凛太朗(柿原徹也)&ビアンキ由仁(天野七瑠)
- Brave Runners（作詞/作曲）

『バンドやろうぜ!』
バンド - Fairy April / 鳳葵陽(蒼井翔太)
- スリルを頂戴（作曲）
- WHIZ（作曲）
- 雨音valentine（作曲）

『Fairy蘭丸〜あなたの心お助けします〜』
5 to HEAVEN
- MAKE YOU CRAZY（作曲）

『あんさんぶるスターズ!!』
UNDEAD×紅月
- PERFECTLY-IMPERFECT(作詞/作曲/編曲)

Trickstar
- Daydream×Reality(作詞/作曲/編曲)

『東方ダンマクカグラ』
魂魄妖夢
- Night Flight Believer

『魔神英雄伝ワタル 七魂の龍神丸 －再会－』
戦部ワタル&虎王(田中真弓&伊倉一恵)
- Prism（作詞・作曲）

### その他
Animelo Summer Live 2023 -AXEL- テーマソング
- 「heartbeat-axelator」(作詞/作曲)

大阪府 広報テーマソング
もずやんのお友達ChawChaw
- タッタカもずやん（作曲）

T.LEAGUE
- Feel Drive Alive（作曲/編曲/プロデュース/ピアノ/コーラス）
  - ノジマTリーグ公式アンセム

## レコーディング参加

### アーティスト
DIALOGUE+
- トーク!トーク!トーク!（ボーカルディレクション）
- Domestic Force!!（ボーカルディレクション）

### キャラクターソング
『ご注文はうさぎですか?』
シャロ(内田真礼)
- 空色サロン（アコースティックギター）

### サウンドトラック
マギアレコード 魔法少女まどか☆マギカ外伝 Music Collection2
- Bulimia(コーラス)

## アキストゼネコ
草野華余子による全面プロデュースを受け、2023年3月19日に恵比寿LIQUIDROOMにて、baby、伊藤百桃奈、立花もか、皆川文音、吉村佳穂（2023年12月2日卒業）の5名でデビューした女性アイドルグループ。
「野性・本能・叫び・力強さと可愛さ、美しさとしなやかさの共存」をコンセプトとする。
デビューやメンバー公開に先駆けて2023年2月25日にデビュー曲「brute eyes」がデジタルリリースされた。

## メディア出演

### テレビ
- musicるTV(テレビ朝日、2020年9月28日)
- 関ジャム 完全燃SHOW(テレビ朝日、2021年2月28日、2021年8月29日、2024年3月31日)
- 今夜くらべてみました(日本テレビ、2021年3月3日、2021年3月10日)
- 踊る!さんま御殿!![21](日本テレビ、2021年5月4日)
- THEカラオケ★バトル＜U-18歌うま甲子園2021年春の陣＞(テレビ東京、2021年5月9日)
- クイズ！鼻からスイカSP(日本テレビ、2021年6月10日)
- Anison Days(BS11、2021年6月25日)
- ダウンタウンDX(日本テレビ、2021年8月19日)
- 上田と女が吠える夜(日本テレビ、2021年10月11日、2022年6月15日、2023年1月4日、2023年8月23日、2024年11月13日)
- マツコの知らない世界(TBSテレビ、2021年10月19日)
- くりぃむクイズ ミラクル９(テレビ朝日、2021年11月3日)
- 千原ジュニアのヘベレケ(東海テレビ、2021年12月31日)
- 熱唱！ミリオンシンガー(日本テレビ、2022年3月8日、2023年3月2日)
- デカ盛りハンターSP(テレビ東京、2022年4月8日)
- うたコン(NHK、2022年11月29日)
- 歌唱王(日本テレビ、2022年12月22日)
- EIGHT-JAM(テレビ朝日、2024年8月11日)
- 上田と女がDEEPに吠える夜(日本テレビ、2024年10月15日、2024年10月22日)

### ラジオ
- かよらじ(interfm、2021年4月3日 - 2023年3月31日)
- 草野華余子の転生してもオタクでいたい(文化放送・超!A&G+『阿澄佳奈のキミまち!』内、2021年7月3日 - 9月25日)
- アニソン派！ラジオproject(Spotify、2021年10月8日〜)
- 草野華余子の超ラジR(超!A&G+、2022年9月29日 - 2023年3月30日)[22]
- 草野華余子とARCANA PROJECTの"相思相愛レディオ" (interfm、2023年10月3日 - 2024年9月24日) - ARCANA PROJECTと共演
- ラムシー二のアニソンキュレーション番組 あにキュレ！(文化放送・超!A&G+、2025年1月1日)

## 外部サイト
- 公式ウェブサイト
- 草野華余子 - Sony Music Publishing (Japan) Inc.
- 草野華余子 (@kayoko225) - X
- 草野華余子 (@kayoko_ssw) - Instagram
- 草野華余子 (kayoko225) - Facebook
- 草野華余子 [ex.カヨコ] Official Channel - YouTubeチャンネル
- 「カヨコの戯言」...シンガーソングライター・カヨコのBLOG - Ameba Blog